# チャールズ・グレイ (第7代ケント伯爵)
第7代ケント伯爵チャールズ・グレイ（英語: Charles Grey, 7th Earl of Kent、1545年頃 – 1623年9月28日）は、イングランド貴族。

## 生涯
ヘンリー・グレイ（Henry Grey、1545年没、第4代ケント伯爵ヘンリー・グレイの息子）とマーガレット・シンジョン（Margaret St. John、ジョン・シンジョンの娘）の息子として、1545年頃に生まれた。
1580年頃にスーザン・コットン（Susan Cotton、1617年没、サー・リチャード・コットンの娘）と結婚、1男1女をもうけた。
- ヘンリー（英語版）（1583年頃 – 1639年） - 第8代ケント伯爵
- スーザン（1620年12月13日埋葬） - 1611年8月12日、サー・マイケル・ロングヴィル（Sir Michael Longueville）と結婚、子供あり。第12代ルシンのグレイ男爵チャールズ・ロングヴィルの母

1588年1月12日、グレイ法曹院に入学した。
1615年1月31日に兄ヘンリーが死去するとケント伯爵位を継承、同年2月25日にベッドフォードシャー統監に任命され、1621年から1623年までは息子ヘンリーと共同で務めた。
1623年9月28日にブラナムの邸宅で死去、フリットンで埋葬された。息子ヘンリーが爵位を継承した。